# Disembolus zygethus
Disembolus zygethus là một loài nhện trong họ Linyphiidae.
Loài này thuộc chi Disembolus. Disembolus zygethus được Ralph Vary Chamberlin miêu tả năm 1949.